# Beauty and the Beast (песня Диснея)
Beauty and the Beast (с англ. — «Красавица и Чудовище») — песня, написанная поэтом Ховардом Эшманом и композитором Аланом Менкеном для одноименного анимационного художественного фильма Диснея «Красавица и Чудовище» (1991). Тематическая песня фильма, баллада, вдохновленная Бродвеем, была впервые записана британско-американской актрисой Анджелой Лэнсбери в роли голоса персонажа миссис Поттс и, по сути, рассказывает об отношениях между двумя главными героями – Белль и Чудовищем. В частности, зритель может услышать как пара научилась принимать свои различия и, в свою очередь, изменять друг друга к лучшему. Кроме того, текст песни подразумевает: чувство любви так же вечно, как та "сказка, старая как мир". Исполнение Лэнсбери звучит во время знаменитой сцены в бальном зале между Красавицей и Чудовищем, в то время как сокращенная версия хорала льётся в заключительных сценах фильма, а мотив песни часто встречается в других фрагментах партитуры ленты Менкена. Лэнсбери поначалу не решалась записывать композицию, потому что считала, что её голос не подходит для неё, но в итоге сделала работу за один дубль.
Песня впоследствии была записана как поп-дуэт канадской певицей Селин Дион и американским певцом Пибо Брайсоном и выпущена в качестве единственного сингла из саундтрека к фильму 25 ноября 1991 года. Дисней сначала нанял только Дион, чтобы записать версию для радио и продвижения анимационного фильма. Однако, студия была обеспокоена тем, что тогда ещё малоизвестная певица не привлечет достаточно большую аудиторию в США, поэтому они наняли более известного Брайсона в качестве её партнера по дуэту. Поначалу Дион также не решалась записывать песню, потому что её совсем недавно уволили с записи тематической песни анимационного фильма «Американская сказка-2: Фейвел едет на Запад» (1991). Впервые услышанный во время финальных титров фильма, сингл был спродюсирован Уолтером Афанасьевым, который также аранжировал его с Робби Бьюкененом.
Обе версии песни были очень успешными и получили премию Золотой глобус и премию «Оскар» в категории «Лучшая оригинальная песня», а также премии «Грэмми» в категориях: лучшая песня, написанная для визуальных МЕДИА, и лучшее поп-исполнение дуэтом или группой с вокалом. Сингл также был номинирован на премию «Грэмми» за запись года и премию «Грэмми» за песню года. Выступление Лэнсбери было повсеместно оценено как кинокритиками, так и музыкальными критиками. В то время как версия Дион-Брайсона получила смешанные отзывы критиков, которые сочли, что она уступает оригиналу Лэнсбери, она стала коммерческим успехом, достигнув девятого места в Billboard Hot 100 обретя более широкую известность из двух исполнений. В дополнение к возвращению песен Диснея в поп-чарты после тридцатилетнего отсутствия, успех также способствовал карьере Дион и сделал её узнаваемой исполнительницей. В 2004 году Американский институт киноискусства поставил композицию на 62-е место в своем списке величайших песен в истории американского кино.
Произведение также включено в экранизацию 2017 года, его исполняет Эмма Томпсон в роли миссис Поттс во время фильма, а также в качестве дуэтной кавер-версии Арианы Гранде и Джона Ледженда во время финальных титров. Версия песни Гранде и Леджента является данью уважения версии, исполненной Дион и Брайсоном для фильма 1991 года.

## История
Песня была написана автором текстов Ховардом Эшманом и композитором Аланом Менкеном в 1990 году . Авторы во многом черпали вдохновение из бродвейской музыки. Из-за ухудшения здоровья Эшмана часть предварительной подготовки песни была перенесена в отель в Фишкилле, штат Нью-Йорк, недалеко от его дома. Из всех песен, которые он написал для анимационного фильма, Менкен посвятил больше всего времени заглавной песне.
Трек был впервые записан британо-американской актрисой Анджелой Лэнсбери, которая озвучила персонаж миссис Поттс. Авторы песен впервые представили песню Лэнсбери в качестве демо-записи, которая сопровождалась запиской с вопросом, может ли она быть заинтересована в том, чтобы спеть ее. Несмотря на то, что она была опытной актрисой и певицей кино и сцены, которая ранее сама пела для Диснея в музыкальном фильме «Набалдашник и метла» (1971), Лэнсбери, которая больше привыкла исполнять песни в стиле uptempo, не решалась записать балладу из-за незнакомого стиля. Хотя песня ей понравилась, Лэнсбери также беспокоилась, что ее постаревший голос уже недостаточно силен для записи песни, и была особенно обеспокоена необходимостью выдерживать более длинные ноты. Лэнсбери предложила авторам песен попросить кого-нибудь другого спеть песню, но они настояли на том, чтобы она просто спела ее так, как она ее себе представляла.
6 октября 1990 года песня была записана в студии в Нью-Йорке в сопровождении живого оркестра, так как авторы предпочитали, чтобы все исполнители и музыканты записывались вместе, а не по отдельности. В день запланированной сессии записи рейс Лэнсбери был задержан из-за угрозы взрыва, что привело к экстренной посадке в Лас-Вегасе. Не зная о ее местонахождении в течение нескольких часов, создатели фильма начали строить планы по переносу сеанса, пока Лэнсбери наконец не позвонила в студию, как только благополучно прибыла в Нью-Йорк.
По просьбе одного из режиссеров Лэнсбери записала демо-версию песни, чтобы они могли использовать ее в том случае, если не нашлось другой актрисы, которая могла бы спеть ее от ее имени, или ни один персонаж, кроме миссис Поттс, не был сочтен подходящим. В конечном счете, она записала свою версию за один дубль, которая в итоге была использована в финальном фильме. Выступление Лэнсбери растрогало всех, кто присутствовал в студии звукозаписи в то время, до слез. Тем временем актриса считает, что запись песни в конечном итоге помогла ей получить более глубокое представление о роли миссис Поттс в фильме.
Некоторые вырезанные тексты песен Эшмана из фильма 1991 года были восстановлены для версии 2017 года.

## Версия Селин Дион и Пибо Брайсона
В 1991 году была записана версия в исполнении канадской певицы Селин Дион совместно с американским певцом Пибо Брайсоном.

### Хит-парады

#### Еженедельные чарты
| Чарт (1991-92)                               | Высшая позиция |
| -------------------------------------------- | -------------- |
| Австралия (ARIA)                             | 17             |
| Бельгия/Фландрия (Ultratop 50)               | 36             |
| Канада (The Record's Retail Singles Chart)   | 2              |
| Канада (The Record's Contemporary Hit Radio) | 21             |
| Канада (RPM Top Singles)                     | 23             |
| Канада (RPM Adult Contemporary)              | 1              |
| Европа (European Hot 100 Singles)            | 27             |
| Ирландия (IRMA)                              | 12             |
| Япония (Oricon Singles Chart)                | 67             |
| Нидерланды (Dutch Top 40)                    | 18             |
| Нидерланды (Single Top 100)                  | 20             |
| Новая Зеландия (Recorded Music NZ)           | 8              |
| Канада, Квебек (ADISQ)                       | 6              |
| Великобритания (OCC UK Singles)              | 9              |
| США (Billboard Hot 100)                      | 9              |
| США (Billboard Adult Contemporary)           | 3              |

#### Годовые итоговые чарты
| Чарт (1992)                         | Позиция |
| ----------------------------------- | ------- |
| Австралия (ARIA)                    | 75      |
| Канада (Adult Contemporary, RPM)    | 1       |
| Нидерланды (Dutch Top 40)           | 157     |
| Новая Зеландия (Recorded Music NZ)  | 46      |
| США (Billboard Hot 100)             | 64      |
| США (Adult Contemporary, Billboard) | 7       |

### Сертификации и продажи
| Регион                                                      | Сертификация | Продажи  |
| ----------------------------------------------------------- | ------------ | -------- |
| Япония (RIAJ)                                               | Платиновый   | 100 000^ |
| США (RIAA)                                                  | Золотой      | 784,000  |
| ^ Данные о тиражах приведены только на основе сертификации. |              |          |

## Версия Арианы Гранде и Джона Ледженда
В 2017 году записана версия в исполнении дуэта Арианы Гранде и Джона Ледженда, которая была включена в адаптацию живого действия 2017 года.

### Хит-парады и сертификации

#### Еженедельные чарты
| Чарт (2017)                                | Высшая позиция |
| ------------------------------------------ | -------------- |
| Австралия (ARIA)                           | 64             |
| Бельгия/Фландрия (Ultratip Bubbling Under) | 41             |
| Канада (Billboard Canadian Hot 100)        | 70             |
| Франция (SNEP)                             | 71             |
| Гонконг (Metro Radio)                      | 1              |
| Ирландия (IRMA)                            | 99             |
| Япония (Billboard Japan Hot 100)           | 10             |
| Япония (Hot Overseas, Billboard)           | 2              |
| Новая Зеландия (NZ Heatseekers, RMNZ)      | 6              |
| Панама (Monitor Latino)                    | 15             |
| Филиппины (Philippine Hot 100)             | 60             |
| Португалия (AFP)                           | 84             |
| Шотландия (OCC Scotland)                   | 16             |
| Южная Корея (Gaon)                         | 25             |
| Южная Корея (International Chart, Gaon)    | 1              |
| Великобритания (OCC UK Singles)            | 52             |
| США (Billboard Hot 100)                    | 87             |
| США (Kid Digital Songs, Billboard)         | 1              |
| США (Billboard Adult Contemporary)         | 20             |

#### Сертификации и продажи
| Регион | Сертификация  | Продажи    |
| --- | ------------- | ---------- |
| Австралия (ARIA) | Платиновый    | 70 000     |
| Бразилия (ABPD) | 2× Платиновый | 120 000    |
| Япония (RIAJ) · Digital single | Золотой       | 100 000*   |
| Япония (RIAJ) · Streaming | Серебряный    | 30 000 000 |
| Великобритания (BPI) | Серебряный    | 200 000    |
| США (RIAA) | Платиновый    | 1 000 000  |
| * Данные о продажах приведены только на основе сертификации. · Данные о продажах + прослушиваниях приведены только на основе сертификации. · Данные только о прослушиваниях приведены на основе сертификации. |               |            |